# Политковский, Владимир Михайлович
Владимир Михайлович Политковский (25 марта (6 апреля) 1892 года, Маматовка, Саратовская губерния — 9 марта 1984 года, Москва) — советский оперный певец, музыкальный педагог, профессор. Заслуженный деятель искусств РСФСР (1934).

## Биография
Родился в селе Маматовка Аткарского уезда Саратовской губернии (ныне — село Белгаза Аткарского района Саратовской области) в семье сельского священника. Отцом при церкви был создан хор, в котором с семи лет пел и Владимир. После переезда семьи в Царицын он продолжил петь в хоре гимназии, а когда в город с гастролями приехал тенор А. А. Серебряков, в 1908 году стал брать у него уроки вокала, сольфеджио и теории музыки.
По окончании царицынской гимназии в 1910 году, два года отучился на юридическом факультете Московского университета, но затем поступил в Московскую консерваторию в класс Умберто Мазетти, получив, по настоянию М. М. Ипполитова-Иванова, стипендию. В старших классах занимался у М. Полли. В 1917 году в Нижнем Новгороде состоялся оперный дебют певца в роли Евгения Онегина из одноимённой оперы П. И. Чайковского, а в 1918 году завершилось его консерваторское обучение.
Профессиональная карьера Политковского началась в Театре-студии Художественно-просветительного союза рабочих организаций под руководством Ф. Ф. Комиссаржевского, но уже в 1920 году его приглашают в Большой театр, с которым будет связано всё его дальнейшее творчество. Он поёт лирические и драматические баритональные партии в таких операх как «Князь Игорь» (Игорь Святославич), «Пиковая дама» (Томский), «Дубровский» (Троекуров), «Евгений Онегин» (Онегин), «Царская невеста» (Грязной), «Хованщина» (Шакловитый), «Снегурочка» (Мизгирь), «Демон» (Демон), «Сказание о невидимом граде Китеже и деве Февронии» (Федор Поярок), «Кармен» (Эскамильо), «Риголетто» (Риголетто), «Отелло» (Яго), «Травиата» (Жермон), «Тоска» (Скарпиа), «Саломея» (Иоканаан), «Гугеноты» (Невер). Пел также и басовые партии в операх «Борис Годунов» (Годунов), «Фауст» (Мефистофель), «Князь Игорь» (Владимир Ярославич). На становление солиста большое влияние оказали дирижёры У. И. Авранек, В. И. Сук, Н. С. Голованов, режиссёры И. М. Лапицкий, В. А. Лосский.
Помимо оперной сцены Политковский выступал на концертных площадках, в том числе исполнял партии баритона в симфонической поэме «Колокола» Сергея Рахманинова, оратории «Самсон» Георга Генделя, драматической легенде «Осуждение Фауста» Гектора Берлиоза. Много гастролировал по стране, в 1930-е вместе с театром побывал на Дальнем Востоке. Ближе к концу карьеры много пел на Всесоюзном радио.
Творчество Политковского характеризовалось глубоким проникновением в роль и созданием на сцене яркого образа. Ему удавались как классические роли, так и роли в спектакля современных советских композиторов и режиссёров.
В 1934 году певцу было присвоено звание заслуженного деятеля искусств РСФСР. В 1937 году по личному указанию Сталина он награждён орденом Трудового Красного Знамени, в 1976 году эта награда была вручена ему второй раз.
В 1948 году Политковский ушёл из Большого театра и активно занялся педагогической деятельностью. Он начал преподавать в Музыкально-педагогическом институте имени Гнесиных, а с 1951 года получил должность в Московской консерватории, где в 1957 году стал профессором. Однако этот год стал в его преподавательской деятельности последним. Как педагог отличался требовательным и терпеливым подходом к ученикам, проповедовал аккуратность и академичность в отношении к музыке и театру. Учениками Политковского были  Е. Кибкало, М. Решетин, А. Эйзен.
Умер в 1984 году, похоронен на Кунцевском кладбище.

### Семья
- Сын — Игорь Владимирович Политковский (1930—1984), скрипач, Заслуженный артист Грузинской ССР[2].

## Награды
- Заслуженный деятель искусств РСФСР (1934).
- Два ордена Трудового Красного Знамени (02.06.1937 — за выдающиеся заслуги в деле развития оперного и балетного искусства, 25.05.1976[7]).